# Lichtaart
Lichtaart är en ort i Belgien.   Den ligger i provinsen Antwerpen och regionen Flandern, i den nordöstra delen av landet, 60 km nordost om huvudstaden Bryssel. Lichtaart ligger 19 meter över havet och antalet invånare är 4 229.
Terrängen runt Lichtaart är mycket platt. Runt Lichtaart är det tätbefolkat, med 343 invånare per kvadratkilometer.. Närmaste större samhälle är Kasterlee, 3,9 km nordost om Lichtaart. 
Omgivningarna runt Lichtaart är en mosaik av jordbruksmark och naturlig växtlighet.